# Інтерновані формування Української Галицької армії
Інтерновані формування Української Галицької Армії — військові частини Української Галицької Армії (понад 4 тис. осіб), що після поразки Західноукраїнської Народної Республіки у війні з Польщею 1918–1919 змушені були залишити українську територію і після відповідного затримання та роззброєння в Чехословаччині були розміщені в спеціальних таборах у містах Німецьке Яблонне та Ліберець, а згодом переведені до Йозефова. В таборі для інтернованих перебували також втікачі з польського полону, біженці з Галичини та військовополонені українці з італійського табору в місті Кассіно. Загальна кількість українців у чехословацьких таборах для інтернованих сягала понад 6 тис. осіб, хоча їхня кількість безперервно змінювалася внаслідок виїзду частини з них на навчання, працю, повернення на батьківщину.
Українські інтерновані вояки перебували на становищі, наближеному до статусу чехословацьких військовиків. Хоча українські військові частини були переоформлені (за чехословацьким військовим зразком) з курінної системи на полкову, вони підпорядковувалися своєму командуванню. Натомість таборова адміністрація мала подвійне підпорядкування — як українському урядові ЗУНР з центром у Відні і дипломатичному представництву ЗУНР у Празі, так і чехословацькому Міністерству народної оборони й місцевому комендантові. У таборах підтримувалася військова дисципліна, проводився вишкіл у воєнній справі, діяли різноманітні військові курси, старшинські школи.
Для поліпшення свого матеріального становища українські вояки час від часу відбували на заробітки. Наприкінці 1922 налічувалося 69 робітничих відділів чисельністю понад 4 тис. осіб. У таборах працювали бібліотеки й читальні, учительські семінари, Стрілецький університет та різного роду курси: грамоти, гімназіальні й семінарські, з підготовки до вступу у виші, торгові, кооперативні, поштово-телеграфні, сільськогосподарські, ремісничі. Багато колишніх вояків стали студентами ВШ у Празі, Брно, Подєбрадах, Пршібрамі (нині всі міста в Чехії), Братиславі (нині столиця Словаччини), дехто виїхав на навчання до Відня, Загреба (нині столиця Хорватії) та інших європейських центрів. Упродовж 1920—22 на студії відбули 507 інтернованих. Досить плідною була в таборах видавнича діяльність. У Німецькім Яблоннім виходили  друком щотижнева газета «Голос табору», двотижневик «Український стрілець»; у Ліберці, а згодом у Йозефові — «Український скиталець». У таборах функціонували театр ім. В.Винниченка, драматичні гуртки, хори, оркестри, січові та сокольські організації, спортивні клуби і секції, діяли громадські організації — «Гурток підстаршин», «Союз українок», Група української національної молоді, товариство «Самопоміч» тощо. Всю цю подвижницьку працю спрямовували і координували культурно-освітні кружки (гуртки). Інтернованих підтримували матеріально міжнародні благодійні та українські емігрантські організації, уряд ЗУНР. У свою чергу, вони самі збирали кошти для галицьких фондів «Рідного краю», «Просвіти», відсилали пожертви військовополоненим-галичанам у польських таборах, голодуючим українцям Наддніпрянщини тощо. Підписання договору з Польщею спонукало уряд Чехословаччини протягом 1924 ліквідувати режим інтернування галицьких вояків.